# Автомагістраль А34 (Франція)
Автомагістраль A34 — безкоштовна автомагістраль на північному сході Франції, приблизно 98 кілометрів завдовжки. Це оновлення N43 і N51. З'єднує Седан з Реймсом. Є частиною європейських маршрутів E44 і E46.

## Історія
- 1999: відкриття ділянки Шарлевіль-Мезьєр — Пуа-Террон
- 2001: введено в експлуатацію ділянку RN 44 — Вітрі-ле-Реймс
- 2002: відкриття ділянки Пуа-Террон — Фессо
- 2003: відкрито рух по ділянці Фессо — Ретель
- 2006: відкриття ділянки A4 — RN 44 та з'їзду 25 у Вітрі-ле-Реймс
- 2010: поглинання старої ділянки A4 автомагістраллю A34, за 2 км на схід від Реймса.
- 2014: відкриття розв'язки де ла Шатуар
- 2015: злиття з A203
- 2015: повне відкриття розв'язки Кормонтрей між RN 244 та A344 (колишня частина A4, яка тепер оминає Реймс на південь) у Реймсі/Кормонтрей
- 2018: відкриття автомагістралі A304 у напрямку Ге-д'Оссю від розв'язки в де ла Шатуар